# C1orf146
C1orf146 (англ. Chromosome 1 open reading frame 146) – білок, який кодується однойменним геном, розташованим у людей на 1-й хромосомі. Довжина поліпептидного ланцюга білка становить 180 амінокислот, а молекулярна маса — 20 418.
| 10         |  | 20         |  | 30         |  | 40         |  | 50         |
| ---------- |  | ---------- |  | ---------- |  | ---------- |  | ---------- |
| MAESGKEKIK |  | WTTTIIISSS |  | LKSYEVATAL |  | ENRSHKVRYS |  | DSVENGSIIF |
| SLSGVAFLLM |  | DTKECLLSTE |  | EIFLAKIEKF |  | INIHQNSFLV |  | LSAALHGPEE |
| WKLMFRIQQR |  | FLGCNLRILP |  | VHNTVNAINL |  | MCTIAKTTSK |  | PYIDSICYRM |
| ITAKAYIIEQ |  | SPVWKTLQKI |  | KLNSDSVNPN |  |            |  |            |

A: Аланін

C: Цистеїн

D: Аспарагінова кислота

E: Глутамінова кислота

F: Фенілаланін

G: Гліцин

H: Гістидин

I: Ізолейцин

K: Лізин

L: Лейцин

M: Метіонін

N: Аспарагін

P: Пролін

Q: Глутамін

R: Аргінін

S: Серин

T: Треонін

V: Валін

W: Триптофан